# England Doubles Challenge 1983
Die England Doubles Challenge 1983 im Badminton fand vom 29. bis zum 30. März 1983 in Gillingham statt.

## Finalresultate
| Disziplin    | Sieger                   | Finalist                      | Ergebnis    |
| ------------ | ------------------------ | ----------------------------- | ----------- |
| Herrendoppel | Martin Dew Mike Tredgett | Thomas Kihlström Dipak Tailor | 15–8, 18–14 |
| Damendoppel  | Nora Perry Jane Webster  | Gillian Clark Gillian Gilks   | 15–7, 15–11 |